# Madden-Kommission
Die Madden-Kommission, offiziell Ausschuss des US-Repräsentantenhauses zur Durchführung einer Untersuchung und des Studiums der Fakten, Beweise und Umstände des Massakers im Wald von Katyn (United States House Select Committee to Conduct an Investigation and Study of the Facts, Evidence, and Circumstances on the Katyn Forest Massacre), war ein inoffiziell nach seinem Vorsitzenden Ray J. Madden benannter Untersuchungsausschuss des Repräsentantenhauses in Washington, D.C., der 1951/52 aufklären sollte, ob die Regierung von Franklin D. Roosevelt in den Jahren 1943 bis 1945 Dokumente über das Massaker von Katyn unterdrückt habe. Der Ausschuss kam zum Ergebnis, dass die Vorwürfe gegen die Administration Roosevelts gerechtfertigt seien, und stellte fest, dass der Massenmord an den kriegsgefangenen polnischen Offizieren nicht, wie zuvor vom Weißen Haus vertreten, von den Deutschen 1941, sondern von der sowjetischen Geheimpolizei NKWD 1940 begangen worden sei.

## Vorgeschichte
Im Februar 1943 entdeckten Soldaten der Wehrmacht in einem Wald unweit des russischen Dorfes Katyn bei Smolensk Massengräber mit den Leichen mehrerer Tausend erschossener polnischer Offiziere. Der deutsche Propagandaminister Joseph Goebbels ordnete daraufhin eine politische Kampagne an, in der die sowjetische Geheimpolizei der Täterschaft beschuldigt wurde. Sie sollte einen Keil zwischen die Westalliierten und ihre sowjetischen Verbündeten treiben. Doch der Kreml beschuldigte die Deutschen des Massenmordes.
Das Weiße Haus in Washington übernahm die sowjetische Version von den deutschen Tätern. Diese Linie setzte Roosevelts Sonderbotschafter Joseph E. Davies durch, der nach eigenem Bekunden von Stalin fasziniert war und das Bündnis der USA mit der Sowjetunion nicht gefährden wollte. Zwar erhielt die US-Regierung noch während des Krieges mehrere Expertisen, deren Verfasser eindeutige Indizien für die sowjetische und nicht die deutsche Täterschaft sahen. Zu den Verfassern gehörten Experten des Geheimdienstes CIC, Roosevelts Berater John Franklin Carter, der dazu den früheren Hitler-Vertrauten Ernst Hanfstaengl befragt hatte, Oberstleutnant Henry Szymanski, Verbindungsoffizier der US-Army zur polnischen Anders-Armee, US-Diplomaten, die in London für die polnische Exilregierung zuständig waren, der Emissär für den Balkan George H. Earle, der britische Botschafter bei der Exilregierung Owen O’Malley. Auch der frühere US-Botschafter in Moskau, Admiral William H. Standley, sowie der Diplomat George F. Kennan, ein Russland-Experte, neigten zu der Version von der sowjetischen Täterschaft. Doch ignorierte Roosevelt all diese Expertisen, sofern sie überhaupt zu ihm gelangten.
Auch die Öffentlichkeit erfuhr nichts von diesen Expertisen. Die Berichterstattung der amerikanischen Presse hatten die Reportagen der sowjetfreundlichen Moskau-Korrespondenten Jerome Davis, Richard Lauterbach und Edmund Stevens bestimmt; sie bekräftigten die Ergebnisse der Burdenko-Kommission, eines vom Kreml berufenen Expertengremiums, das die Deutschen der Täterschaft beschuldigte. Der Publizist William Lindsay White, der in seinem 1945 vorgelegten Buch Report on the Russians dagegen die sowjetische Version anzweifelte, sah sich zahlreichen Attacken aus prosowjetischen Kreisen in den USA und auch in Großbritannien, darunter durch den BBC-Korrespondenten Alexander Werth, ausgesetzt und galt als Vertreter einer abwegigen Mindermeinung.
Im Sommer 1945 fand eine von Moskau gesteuerte sowie über skandinavische Zeitungen und Sender lancierte Pressekampagne über die deutsche Täterschaft in Katyn ihren Niederschlag in den amerikanischen Zeitungen. Auch die New York Times propagierte die sowjetische Version von den deutschen Tätern in Katyn. Zur Eröffnung des Nürnberger Prozesses gegen die Hauptkriegsverbrecher im Herbst 1945 setzte der sowjetische Hauptankläger Roman Rudenko Katyn auf die Liste der deutschen Kriegsverbrechen. Der Vorstoß Rudenkos wurde allerdings von der amerikanischen Delegation blockiert, da diese zur Überzeugung gelangt war, dass die Täter doch auf sowjetischer Seite zu suchen seien. Der Anklagepunkt wurde stillschweigend ohne Begründung fallen gelassen, um den Prozess nicht platzen zu lassen. Auch von diesen Hintergründen erfuhr die Öffentlichkeit nichts.
1949 aber brachte der Journalist Julius Epstein das Thema wieder in die Presse. Epstein hatte während des Krieges für das Office of War Information gearbeitet und hatte dort erstmals davon erfahren. Nach dem Krieg erfuhr er, dass der Oberstleutnant der US Army John H. Van Vliet mit anderen amerikanischen und britischen Kriegsgefangenen im Frühjahr 1943 von den Deutschen zu den Massengräbern nach Katyn gebracht worden war und in einem Bericht darüber über die mutmaßliche sowjetische Täterschaft geschrieben hatte. Doch war dieser Bericht Van Vliets in keinem Behördenregister erfasst. In einem Artikel für die New Yorker Herald Tribune sowie die deutsche Wochenzeitung Die Zeit warf Epstein den US-Behörden eine „Verschwörung des Schweigens“ zu Katyn vor.
Gemeinsam mit dem früheren US-Botschafter Arthur Bliss Lane, der in seinem Buch Ich sah den Betrug an Polen das Schweigen des Weißen Hauses zu Katyn rügte, gründete Epstein das „Amerikanische Komitee zur Untersuchung des Massakers von Katyn“ (American Committee for the Investigation of the Katyn Massacre). Dem Komitee traten auch die Journalistin Dorothy Thompson, der Schriftsteller Max Eastman, der CIA-Direktor Allen W. Dulles und der frühere Chef des Militärgeheimdienstes OSS, William J. Donovan, bei; Lane übernahm den Vorsitz. Allerdings ignorierten die Behörden die Anträge des privaten Komitees auf Akteneinsicht zur Causa Katyn.
Dem Komitee gelang es nicht nur, einen Teil der Presse dafür zu interessieren, sondern auch in der Politik ein Echo zu finden. Der demokratische Kongressabgeordnete Ray J. Madden aus Indiana, in dessen Wahlkreis zahlreiche polnische Einwanderer lebten, brachte im September 1949 eine Resolution über die Bildung eines Katyn-Untersuchungsausschusses ein, fand aber keine Mehrheit dafür. Doch im folgenden Jahr wurde Katyn in Chicago mit seiner großen Gemeinde von polnischen Einwanderern zum Thema im Wahlkampf vor den Wahlen zum 82. Kongress der Vereinigten Staaten. Der Geschäftsmann Timothy P. Sheehan, Kandidat der Republikanischen Partei, versprach den Wählern, sich im US-Kongress für einen Katyn-Untersuchungsausschuss einzusetzen. Sein Vorstoß im Repräsentantenhaus scheiterte zunächst, wurde aber wenige Monate später von Madden wiederholt, dieses Mal stimmte die Mehrheit zu. Mittlerweile hatte sich auch das politische Klima geändert, der Koreakrieg bestimmte die Debatte. Die Sowjetunion war in der öffentlichen Meinung vom Verbündeten zum Kriegsgegner geworden. Der republikanische Senator Joseph McCarthy aus Wisconsin stellte sich an die Spitze der Bewegung, die das Land vor der vermeintlichen Sowjetgefahr schützen wollte.

## Mitglieder
Der Ausschuss, fortan von der Presse „Madden-Kommission“ (Madden Committee) genannt, zählte sieben Mitglieder:
- Ray J. Madden (Indiana), Demokrat, Vorsitzender
- George A. Dondero (Michigan), Republikaner
- Daniel J. Flood (Pennsylvania), Demokrat
- Foster Furcolo (Massachusetts), Demokrat
- Thaddeus M. Machrowicz (Michigan), Demokrat; er stammte aus Polen und sprach Polnisch
- Alvin O’Konski (Wisconsin), Republikaner; er stammte von polnischen Einwanderern ab und sprach ebenfalls Polnisch[22]
- Timothy P. Sheehan (Illinois), Republikaner

Somit verfügten die Mitglieder der Demokratischen Partei, der auch Roosevelt angehört hatte, über eine Mehrheit von vier Abgeordneten gegenüber dreien der Republikaner.
Madden bat in einem Brief die Regierung des Vereinigten Königreichs, die Befragungen britischer Staatsbürger zu unterstützen und Dokumente zur Verfügung zu stellen. Doch lehnte London dieses Ansinnen ab. Wie aus der vom Historiker Rohan D’Olier Butler verfassten Denkschrift über die Haltung der britischen Regierung zur Causa Katyn (Butler-Memorandum) hervorgeht, wurde die Ablehnung intern damit begründet, dass selbst das State Department in Washington die Madden-Kommission nicht „sehr ernst“ (very seriously) nehme.
Madden schickte auch der sowjetischen Regierung nach Moskau einen Fragenkatalog zu Katyn. Dort empfahl Vizeaußenminister Andrei Gromyko, zuvor Botschafter in Washington, dem Politbüro, die Briefe des State Departments mit der Bitte um Beachtung der Madden-Kommission unbeantwortet zu lassen. Doch letztlich übersandte die sowjetische Botschaft in Washington der Kommission ohne weitere Erläuterungen den Bericht der Burdenko-Kommission.
Die Kommission nahm in ihre Dokumentation 181 Beweisstücke auf, meist Kopien von Schriftstücken und Fotografien sowie einige Geländeskizzen. Auch wertete sie insgesamt rund 100 schriftliche Berichte von Personen aus, die zur Zeugenbefragung nicht zur Verfügung standen oder deren ausführliche Befragung als nicht erforderlich angesehen wurde.

## Zeugenbefragungen
Zwischen dem 11. Oktober 1951 und dem 14. November 1952 befragte der Sonderausschuss insgesamt 81 Zeugen, seine Mitglieder reisten dafür aus Washington auch nach Chicago, London, Frankfurt und Neapel.
Den Auftakt machte am 11. Oktober 1951 in Washington die Befragung des Oberstleutnants Donald Stewart aus der Gruppe der amerikanischen und britischen Kriegsgefangenen, die die Deutschen im Mai 1943 nach Katyn gebracht hatten. Seine Befragung dauerte von 9.30 bis 12.05 Uhr. Allerdings konnten an dem Termin neben Madden nur drei der sechs anderen Mitglieder der Kommission teilnehmen. Doch fanden sich dafür drei polnischstämmige Abgeordnete ein, die ihr nicht angehörten: John C. Kluczynski, Antoni Sadlak und Alfred D. Sieminski. Stewart berichtete, dass er, wie auch Van Vliet, von Anfang an von der sowjetischen Schuld überzeugt gewesen sei.
Vom 4. bis 7. Februar 1952 fand in Washington die zweite Anhörung statt. Zu den Befragten gehörte der frühere polnische Botschafter in Moskau Tadeusz Romer, dem der sowjetische Außenminister Wjatscheslaw Molotow im April 1943 wegen der Kontroverse um Katyn eine Note über den Abbruch der diplomatischen Beziehungen zwischen der UdSSR und der polnischen Exilregierung übergeben hatte. Überdies kam in Begleitung eines Juristen des US-Verteidigungsministeriums Oberst John H. Van Vliet, dessen verschwundener Bericht über seinen Besuch in Katyn als Kriegsgefangener der Deutschen den Anstoß für den Ausschuss gegeben hatte.
Am 13. und 14. März traten in Chicago unter anderem der amerikanisch-kroatische Medizinprofessor Eduard Miloslavich auf, der auf Einladung der Deutschen mit der Internationalen Ärztekommission in Katyn war, der frühere Generalsekretär des Polnischen Roten Kreuzes Kazimierz Skarżyński und Oberstleutnant Henry Szymanski, im Krieg Verbindungsoffizier der US-Army zu den polnischen und tschechoslowakischen Verbänden im Nahen Osten, die ihren jeweiligen Exilregierungen unterstanden. Besondere Aufmerksamkeit der Medien fand ein Pole, der maskiert und mit dem Decknamen John Doe auftrat, doch wurde seine Darstellung von Experten der polnischen Exilregierung als unglaubwürdig eingestuft.
Vom 16. bis 19. April 1952 tagte der Ausschuss im Kensington Palace Hotel in London. Befragt wurden vor allem polnische Emigranten, darunter die Generäle Władysław Anders, Kommandeur der in der Sowjetunion 1941/42 aufgestellten polnischen Verbände (Anders-Armee), Tadeusz Bór-Komorowski, Führer des Warschauer Aufstandes vom August 1944, und Marian Kukiel, Verteidigungsminister der Exilregierung. Auf der Zeugenliste standen ferner der frühere Botschafter in Moskau Stanisław Kot, dem gegenüber Stalin und Molotow bei einem Gespräch im Kreml behauptet hatten, sie wüssten nichts von den polnischen Offizieren, und der frühere Außenminister der Exilregierung, Edward Raczyński, sowie die beiden Schriftsteller Ferdynand Goetel und Józef Mackiewicz, die von den Deutschen nach Katyn gebracht worden waren. Mit Rücksicht auf seine in Polen zurückgebliebenen Angehörigen sagte der Wirtschaftsprofessor Stanisław Swianiewicz, Augenzeuge des Abtransports polnischer Offiziere in den Wald von Katyn, anonym und getarnt durch eine Maske aus.
Nach nur einem Tag Pause setzte die Kommission vom 21. bis 26. April 1952 ihre Arbeit in Frankfurt fort. Zu den Zeugen gehörten: Józef Czapski, Kunstmaler, Schriftsteller und Leiter des Suchbüros der Anders-Armee, das in der Sowjetunion nach den verschwundenen Offiziere fahndete; der schwedische Journalist Christer Jäderlund, der auf Einladung der Deutschen in Katyn war; die Rechtsanwälte Robert Kempner, bei den Nürnberger Prozessen stellvertretender Hauptankläger der USA, und Otto Stahmer, der in Nürnberg als Verteidiger von Hermann Göring eine Zeugenbefragung zu Katyn durchgesetzt hatte; drei Mitglieder der Internationalen Ärztekommission, nämlich der Schweizer François Naville, der Ungar Ferenc Orsós und der Däne Helge Tramsen; die beiden früheren Wehrmachtsoffiziere Reinhart von Eichborn, der Leiter der Telefonzentrale der Wehrmacht in Smolensk, und Rudolf-Christoph von Gersdorff, der die Dienstaufsicht über die Exhumierungsarbeiten im Wald von Katyn geführt hatte.
Am 27. April 1952 reiste die Kommission nach Neapel, um den Medizinprofessor Vincenzo Palmieri, ebenfalls Mitglied der Internationalen Ärztekommission, zu befragen.
Die nächste Runde fand am 3. und 4. Juni 1952 wieder in Washington statt, Rede und Antwort stehen mussten General Clayton Bissell und andere hohe Offiziere der US Army zum Verschwinden des Van-Vliet-Report, begleitet wurden sie von einem Juristen des Verteidigungsministeriums. Am 2. Juli 1952 schickte das Komitee einen Zwischenbericht an den Parlamentspräsidenten, in dem es hieß, die bisherigen Zeugenaussagen liefen eindeutig auf die sowjetische Täterschaft hinaus.
Bei der Schlussrunde vom 11. bis 14. November 1952 in Washington sagten aus: der frühere Sonderbotschafter George H. Earle, den Roosevelt im Streit um die Bewertung der Informationen über Katyn nach Amerikanisch-Samoa hatte versetzen lassen; der Journalist John Franklin Carter, der zu den Beratern Roosevelts gehört hatte; Julius Epstein, der den Anstoß zu dem Ausschuss gegeben hatte; die früheren US-Botschafter in Moskau William H. Standley und W. Averell Harriman sowie die Tochter des letzteren, Kathleen Harriman Mortimer, die die Präsentation der Burdenko-Kommission in Katyn gesehen hatte; der amerikanische Hauptankläger in Nürnberg, Robert H. Jackson; der frühere US-Botschafter in Warschau Arthur Bliss Lane, Vorsitzender des mit der Konstituierung des Sonderausschusses aufgelösten privaten Katyn-Komitees; der frühere polnische Exilpremier Stanisław Mikołajczyk; der frühere US-Vizeaußenminister Sumner Welles, ein enger Berater Roosevelts, der bestritt, dass das Weiße Haus Informationen über Katyn unterdrückt habe.

## Abschlussbericht
Der Abschlussbericht umfasste sieben Bände mit insgesamt 2363 Seiten. Sämtliche Ausschussmitglieder gelangten demnach zur Auffassung, dass die polnischen Offiziere im Frühjahr 1940 vom NKWD und nicht im Sommer 1941 von den Deutschen ermordet worden seien. Den tieferen Grund für den Massenmord sahen sie in den Lehren von Karl Marx und des Revolutionsführers Lenin, die beide Gewalt gegen Gegner als legitimes Mittel der Politik rechtfertigten. Sie kritisierten Roosevelt und das State Department unter ihm, weil sie wichtige Dokumente ignoriert hätten, die eindeutig auf die sowjetische Täterschaft hinwiesen.
Doch sah der Ausschuss laut seinem Bericht keinen Anlass, dem Kabinett Roosevelts eine absichtsvolle Unterdrückung von Nachrichten mit dem Ziel vorzuwerfen, die sowjetischen Verbündeten zu schützen. Vielmehr seien die Ursachen für die Informationspolitik Roosevelts vor allem in der mangelnden Koordination der einzelnen US-Behörden zu suchen. Doch hätten „Personen aus der zweiten Reihe“ mit Absicht negative Berichte über die Sowjetunion zurückgehalten. Die beiden Republikaner O’Konski und Sheenan gaben allerdings eine zusätzliche Erklärung ab, in der sie „Fehleinschätzungen“ Roosevelts gegenüber der Sowjetunion bemängelten.
Die Madden-Kommission empfahl dem Repräsentantenhaus die Verabschiedung einer Resolution, in der die Regierung aufgefordert werden sollte, ihren Abschlussbericht den Vereinten Nationen zu übergeben. Die Regierung solle bei der UNO beantragen, dass die Sowjetunion wegen Katyn vom Internationalen Gerichtshof zur Verantwortung gezogen werde.

## Gegenoffensive im Ostblock
Angesichts des internationalen Echos, das die Madden-Kommission fand, richtete das sowjetische Außenministerium eine Arbeitsgruppe ein, die eine Gegenkampagne ausarbeiten sollte. Ihr gehörte der Leiter des gerichtsmedizinischen Forschungsinstituts in Moskau, Wiktor Prosorowski, an, der bereits der Burdenko-Kommission angehört hatte und in Nürnberg Zeuge der sowjetischen Anklage gewesen war. Im sowjetischen Machtbereich starteten die staatlich kontrollierten Medien eine Gegenoffensive, die die Madden-Kommission diskreditieren sollte. Das sowjetische Parteiorgan Prawda appellierte an „alle Wissenschaftler der Welt“, gegen die „Verleumdungen“ zu protestieren. Zu den Unterzeichnern des Appells gehörte der Tscheche František Hájek, der der Internationalen Ärztekommission angehört hatte. Auch der Name des Prager Schriftstellers František Kožík, der mit einer Delegation von Literaten von den Deutschen nach Katyn gebracht worden war, stand unter Artikeln, die die Amerikaner scharf angriffen.
In der Volksrepublik Polen fürchtete die kommunistische Führung unter Bolesław Bierut, dass der Bericht der Madden-Kommission an den Internationalen Gerichtshof in Den Haag weitergeleitet werden könnte. Justizminister Henryk Świątkowski ordnete eine Propagandakampagne an, die sich an die eigenen Landsleute richtete. Die polnischstämmigen Mitglieder der Madden-Kommission, Machrowicz und O’Konski, wurden ebenso wie die Exilregierung in London als „Verbündete Hitlers“ diskreditiert. Mehrere Mitglieder der polnischen Delegationen, die von den Deutschen im Frühjahr 1943 nach Katyn gebracht wurden, kamen in Haft, bis sie schriftlich erklärten, sie seien von der deutschen Täterschaft überzeugt.
Im Parteiorgan Trybuna Ludu kam der russisch-orthodoxe Metropolit Nikolai zu Wort, der Mitglied der Burdenko-Kommission war; er warf der Madden-Kommission vor, sie wolle „Nazi-Verbrecher“ rehabilitieren. Die gesamte Presse wurde in die Kampagne gegen die Madden-Kommission und die USA allgemein eingebunden. Auch auf die Kirchenpresse, die nur in kleinen Auflagen erscheinen durfte, wurde entsprechender Druck ausgeübt, doch die Redaktionen widersetzten sich der Parteilinie mit Erfolg.
In zwei Auflagen erschien das Buch Die Wahrheit über Katyn aus der Feder des Journalisten Bolesław Wójcicki. Nach seiner Darstellung wurden die bei den Exhumierungen in Katyn gefundenen Dokumente im Auftrag der Gestapo im KZ Sachsenhausen fabriziert. Unter den Toten hätten sich auch ermordete KZ-Häftlinge befunden, die nach Katyn geschafft worden seien. Madden wurde in dem Buch als „Faschist“ bezeichnet, der Journalist Julius Epstein als „Trotzkist“. Im Anhang sind Artikel aus der Prawda, eine Rede der polnischen Stalinistin Wanda Wasilewska sowie eine Katyn-Reportage des BBC-Korrespondenten Alexander Werth abgedruckt.
Indes bilanzierte eine interne Analyse der polnischen Geheimpolizei UB, dass die Kampagne bei Teilen der Bevölkerung eine proamerikanische Stimmung hervorgerufen und antisowjetische Gefühle verstärkt habe. In der DDR stellte das Parteiorgan Neues Deutschland Katyn in eine Reihe mit den NS-Verbrechen von Auschwitz, Majdanek und Treblinka und die „amerikanischen Imperialisten“ in eine Reihe mit Joseph Goebbels und Hitler.

## Politische Folgen
Das Repräsentantenhaus stimmte mit großer Mehrheit einer Resolution zu, in der die US-Regierung aufgefordert wurde, den Massenmord von Katyn vor die UN-Vollversammlung zu bringen. Zwar reichte die US-Vertretung bei der UNO 1953 den Bericht der Madden-Kommission beim UN-Generalsekretär ein, doch auf die Tagesordnung der Beratungen kam er nie. Denn der neue US-Präsident Dwight D. Eisenhower setzte nach dem Tod Stalins am 5. März 1953 auf Verhandlungen mit der neuen sowjetischen Führung über die Beendigung des Koreakrieges.